# Windows 2.x
Windows 2 a été la deuxième version de Windows, environnement multitâche (en mode coopératif) développé et commercialisé par Microsoft, permettant l'usage d'un ordinateur fixe. 
C'est la deuxième tentative de la part de Microsoft de créer, à la suite de l'échec de Windows 1.0, une interface graphique pour compatibles PC.
Windows 2.0 est sorti le 1er novembre 1987. Contrairement à son prédécesseur, il permettait aux fenêtres de se superposer et de couvrir la barre des tâches (qui devint le « bureau »). Cette « barre des tâches » sera réintroduite dans Windows 95. La version suivante, Windows 2.10, paraît le 27 mai 1988, afin de tirer parti des fonctionnalités spécifiques des processeurs Intel 80286/80386. Elle sera suivie par Windows 2.11 le 13 mars 1989.
La nouvelle gestion des fenêtres créa une dispute entre Microsoft et Apple; cette dernière affirmait que la fonction des fenêtres superposées violait une entente conclue entre les deux compagnies en 1985.
Les rares nouveautés de Windows 2 n'intéressèrent pas le public; la firme de Redmond n'aura du succès avec ses interfaces graphiques qu'à partir de Windows 3.x.

## Configuration requise
- PC équipé de MS-DOS 3.0 ou ultérieur
- Deux lecteurs de disquettes, A et B
- Un disque dur, optionnel
- Une mémoire requise de 512 Ko (640 Ko recommandé, le maximum alors possible), pour exécuter plusieurs programmes à la fois
- Une carte graphique (certaines cartes exécutaient Windows 2 en noir et blanc).

## Installation
Windows 2 pouvait être installé sur disque dur ou sur disquette :
- version disquette : à l'installation, il était demandé d'insérer deux disquettes vierges, l'une pour la disquette de démarrage et l'autre pour la disquette système ;
- version disque dur : Windows 2 occupait 1,5 mégaoctet, espace important pour l'époque.

## Composition du pack Windows 2
Dans le carton de ce système d'exploitation on avait :
- 7 disques d'installation de Windows;
- 1 disque d'applications :
  - des applications Windows : horloge, bloc-notes, carnet d'adresses, agenda, un logiciel réseau, un logiciel de dessin (Paint), une calculatrice, et un jeu, le reversi;
  - des logiciels MS-DOS;
- 1 disque pour Write, le traitement de texte;
- 1 manuel d'utilisation;
- 1 manuel d'utilisation format poche.

## Utilisation de Windows
Dans la version disquette, il était demandé d'insérer dans le lecteur A la disquette de démarrage et, dans le lecteur B, la disquette système. Après avoir entré éventuellement la date et l'heure, il fallait taper "win" pour lancer le système et Windows se lançait ainsi que le logiciel « Exécutif MS-DOS » qui était le point de départ de toutes les applications et était l'ancêtre du poste de travail que tout utilisateur de Windows connait. Ce logiciel affichait les lecteurs de l'ordinateur et, quand on cliquait dessus, l'arborescence des fichiers. Il gérait les fichiers et les dossiers, les opérations renommer, déplacer, créer, supprimer, etc., affichait des types de fichiers distincts, affichait les données des fichiers et dossiers (poids en octet, date, heure de création...) et pouvait les classer suivant les mêmes critères.
Ce logiciel pouvait créer un disque système, formater une disquette, créer un dossier, changer le nom d'un volume et quitter Windows (ce qui s'appelait fermer la session). Dans ce dernier cas il fermait les applications en cours d'utilisation et enregistrait les fichiers ouverts avant de retourner sous MS-DOS.
Il possédait des applications Windows et ouvrait certaines applications DOS en fenêtre sauf celles qui affichaient du texte et du graphisme en même temps. On pouvait aussi copier-coller des données entre les différentes applications, qu'elles soient DOS ou Windows.
Chaque fenêtre de base, ouvrant une application graphique ou DOS, avait un menu système, obtenu en cliquant sur le carré contenant un trait en haut à gauche; le menu contenait les options suivantes :
- déplacement : pour déplacer la fenêtre;
- dimension : pour redimensionner la fenêtre;
- icône : pour transformer la fenêtre en icône;
- plein écran : pour mettre la fenêtre en plein écran ;
- fermer : pour fermer l'application;
- marquer : pour sélectionner du texte dans une application DOS;
- copier : copier du texte dans une application DOS;
- coller : coller du texte dans une application DOS.

Elle possédait une barre qui contenait le nom du programme, et deux flèches : une vers le bas qui transforme l'application en icône, et une vers le haut qui agrandit la fenêtre. Quand les données dépassaient la taille de la fenêtre, ces dernières était pourvues de barres de défilement horizontale et verticale.
Pour chaque application DOS il y avait un fichier PIF, éditable, qui permettait de les exécuter sous certains paramètres : arguments, mémoire allouée, mode fenêtre ou plein écran. Dans le cas de la non-existence d'un fichier PIF pour une application, elle s'exécutait sous une configuration de base : 52 Ko de mémoire en mémoire nécessaire et la totalité de la mémoire en mémoire désirée, lancement en mode plein écran, retour à Windows en quittant le programme, affichage en mode texte c'est-à-dire sans fenêtre, et l'utilisateur ne pouvait utiliser le menu système et ses options.
Windows 2 possédait un logiciel d'impression qui fonctionnait en arrière-plan, permettant à l'utilisateur de poursuivre son travail. 
Sinon il possédait aussi un presse-papier, un panneau de configuration pour la couleur, les sons système et un panneau de contrôle pour la date et l'heure et les coordonnées géographiques.

## Versions

### Windows 2.10
Windows/286 2.10 et Windows/386 2.10 sortent le 27 mai 1988, soit moins d'un an après la sortie de Windows 2.0. Pour la première fois, un disque dur est nécessaire afin de pouvoir installer le système sur sa machine.
- Windows/286 : En plus d'être opérationnel avec un Intel 80286, Windows/286 est doté d'un nouveau driver DOS, HIMEM.SYS, qui permet d'allouer plus de mémoire vive aux programmes (high memory area, HMA). Malgré son nom, cette version est également entièrement opérationnelle avec des processeurs 8088 ou 8086 mais n'utilisera pas de ce fait la HMA. Cependant, la mémoire paginée (Expanded memory) peut être utilisée si présente. Par exemple, certains IBM Personal System/2 Model 25 était vendus à l'époque avec un 8086[3].

- Windows/386 : Windows/386 apparaît comme beaucoup plus avancé que son prédécesseur. Il introduit un noyau en mode protégé, au-dessus duquel l'interface graphique et les applications s'exécutent en mode virtuel 8086[4]. Il permet ainsi à des programmes MS-DOS de tourner en parallèle et évite ainsi de devoir suspendre ses applications en tâche de fond.

Windows/386 permet également l'émulation par logiciel, utilisant les fonctions de gestion de la mémoire des 80386 de sorte que la RAM soit supérieure à 640 kb. À noter qu'en écrasant le fichier WIN200.BIN avec COMMAND.COM, il est également possible d'utiliser l'émulation EMS sous DOS sans démarrer l'interface graphique Windows. Cependant, la mémoire virtuelle n'est pas prise en charge, de sorte que plusieurs programmes DOS doivent s'adapter à la mémoire vive et, par conséquent, Microsoft recommandera d'acheter davantage de mémoire si nécessaire.

### Windows 2.11
Le 13 mars 1989, Windows 2.11 est sorti pour Windows/286 et 386, apportant des changements mineurs par rapport à la gestion de la mémoire, un support AppleTalk et mettant à jour les pilotes d'impression.
Aucune des deux versions ne fonctionne cependant avec les gestionnaires de mémoire DOS, tels que CEMM (Compaq Expanded Memory Manager) et QEMM (Quarterdeck Expanded Memory Manager).
Ceci sera corrigé lors de la sortie de Windows 3.0 deux ans plus tard, en mai 1990. Le support de Windows 2.1x s'est arrêté le 31 décembre 2001.

## Source
- Guide d'utilisation de Windows 2